# Parobisium imperfectum
Espèce
Synonymes
- Neobisium imperfectum Chamberlin, 1930

Parobisium imperfectum est une espèce de pseudoscorpions de la famille des Neobisiidae.

## Distribution
Cette espèce est endémique du Japon.

## Systématique et taxinomie
Cette espèce a été décrite sous le protonyme Neobisium imperfectum par Chamberlin en 1930. Elle est placée dans le genre Parobisium par Muchmore en 1968.

## Publication originale
- Chamberlin, 1930 : A synoptic classification of the false scorpions or chela-spinners, with a report on a cosmopolitan collection of the same. Part II. The Diplosphyronida (Arachnida-Chelonethida). Annals and Magazine of Natural History, sér. 10, vol. 5, p. 1-48 & 585-620.